# Санкт-Петербургский институт ФСБ России
Санкт-Петербургский институт ФСБ России — высшее военно-учебное заведение, основанное 26 сентября 1937 года, осуществляющее подготовку и переподготовку офицерских кадров для Федеральной службы безопасности.

## Основная история
26 сентября 1937 года Постановлением Совета народных комиссаров СССР и Приказом НКВД СССР в городе Ленинград в системе Главного управления государственной безопасности была создана Ленинградская специальная школа ГУГБ НКВД СССР для подготовки оперативных сотрудников для органов государственной безопасности Наркомата внутренних дел. С 1942 года в период Великой Отечественной войны и блокады Ленинграда, основная задача преподавательского состава школы была сосредоточена на переобучении кадров для специальных подразделений ГУГБ НКВД СССР и оперативных сотрудников военной контрразведки Главного управления контрразведки «Смерш» НКО СССР на Ленинградском фронте.
С 1946 года в Ленинградской специальной школе НКГБ, с 1946 года — МГБ проходили обучение сотрудники территориальных органов государственной безопасности. В 1952 году Приказом по МГБ СССР Ленинградская специальная школа была переименована в Школу № 401 МГБ, с 1953 года — МВД СССР, с 1954 года — КГБ при СМ СССР.  
9 июля 1984 года Постановлением Совета Министров СССР и Приказом КГБ СССР на базе Школы №401 были созданы Ленинградские высшие курсы КГБ СССР, с 1992 года — МБ с 1993 года — ФСК, курсы занимались подготовкой и повышением квалификации оперативных кадров в области наружного наблюдения со сроком обучения один год. 
20 февраля 1995 года Постановлением Правительства Российской Федерации Высшие курсы ФСК РФ были преобразованы в Санкт-Петербургский институт переподготовки и повышения квалификации сотрудников ФСБ России, для подготовки и повышения квалификации сотрудников органов государственной безопасности. 11 сентября 2007 года Постановлением Правительства Российской Федерации Институт переподготовки и повышения квалификации был преобразован в Санкт-Петербургский институт ФСБ России, став высшим военным образовательным заведением.

## Руководители
- 1954—1964 — полковник А. Г. Товстуха[2]
- 1964—1970 — генерал-майор П. П. Волков[2]
- 1972—1985 — генерал-майор А. К. Зайцев[2]
- 1985—1987 — генерал-майор А. И. Комаров[2]
- 2008—2018 —  генерал-майор И. К. Лавров
- 2018 — 2021 генерал-майор А. С. Дорожка
- 2021 — н.в. — генерал-майор В. Е. Сидоров

## Известные выпускники
- Путин, Владимир Владимирович[4]
- Мирошниченко, Александр Иванович